# Alhonjärvi
Alhonjärvi är en sjö i kommunen Tavastkyro i landskapet Birkaland i Finland. Sjön ligger 100,2 meter över havet. Arean är 88 hektar och strandlinjen är 5,09 kilometer lång. Sjön  ingår i Kumo älvs huvudavrinningsområde.   Den ligger omkring 46 km väster om Tammerfors och omkring 200 km nordväst om Helsingfors. 